# Poša
Poša (in ungherese Pósa) è un comune della Slovacchia facente parte del distretto di Vranov nad Topľou, nella regione di Prešov.

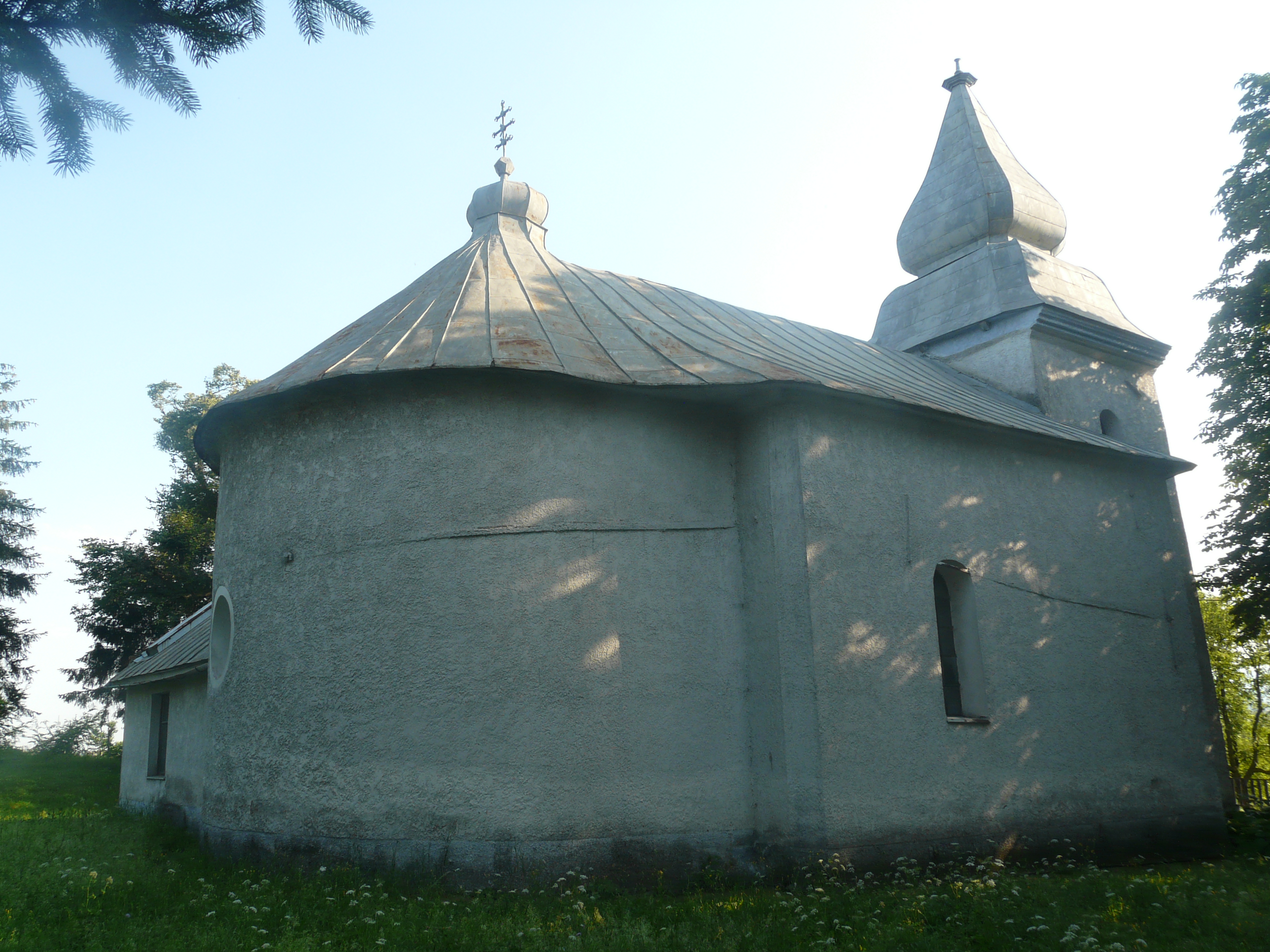
La Cappella di St. Jozef